# ADPRM
ADPRM (англ. ADP-ribose/CDP-alcohol diphosphatase, manganese dependent) – білок, який кодується однойменним геном, розташованим у людей на 17-й хромосомі. Довжина поліпептидного ланцюга білка становить 342 амінокислот, а молекулярна маса — 39 529.
| 10         |  | 20         |  | 30         |  | 40         |  | 50         |
| ---------- |  | ---------- |  | ---------- |  | ---------- |  | ---------- |
| MDDKPNPEAL |  | SDSSERLFSF |  | GVIADVQFAD |  | LEDGFNFQGT |  | RRRYYRHSLL |
| HLQGAIEDWN |  | NESSMPCCVL |  | QLGDIIDGYN |  | AQYNASKKSL |  | ELVMDMFKRL |
| KVPVHHTWGN |  | HEFYNFSREY |  | LTHSKLNTKF |  | LEDQIVHHPE |  | TMPSEDYYAY |
| HFVPFPKFRF |  | ILLDAYDLSV |  | LGVDQSSPKY |  | EQCMKILREH |  | NPNTELNSPQ |
| GLSEPQFVQF |  | NGGFSQEQLN |  | WLNEVLTFSD |  | TNQEKVVIVS |  | HLPIYPDASD |
| NVCLAWNYRD |  | ALAVIWSHEC |  | VVCFFAGHTH |  | DGGYSEDPFG |  | VYHVNLEGVI |
| ETAPDSQAFG |  | TVHVYPDKMM |  | LKGRGRVPDR |  | IMNYKKERAF |  | HC         |

A: Аланін

C: Цистеїн

D: Аспарагінова кислота

E: Глутамінова кислота

F: Фенілаланін

G: Гліцин

H: Гістидин

I: Ізолейцин

K: Лізин

L: Лейцин

M: Метіонін

N: Аспарагін

P: Пролін

Q: Глутамін

R: Аргінін

S: Серин

T: Треонін

V: Валін

W: Триптофан

Кодований геном білок за функцією належить до гідролаз. 
Задіяний у таких біологічних процесах, як ацетилювання, альтернативний сплайсинг. 
Білок має сайт для зв'язування з іонами металів, іоном цинку. 